# Ebtún (Valladolid)
Ebtún es una localidad del municipio de Valladolid en Yucatán, México.

## Toponimia
El nombre (Ebtún)  proviene del idioma maya.

## Demografía
Según el censo de 2005 realizado por el INEGI, la población de la localidad era de 804 habitantes, de los cuales 472 eran hombres y 332 mujeres.
| 572                         | 873 | 391 | 410 | 300 | 261 | 307 | 252 | 344 | 544 | 624 | 694 | 804 |
| (Fuente: INEGI [Consultar]) |     |     |     |     |     |     |     |     |     |     |     |     |